# Jonesville (Caroline du Sud)
Pour les articles homonymes, voir Jonesville.
Jonesville est une ville du Comté d'Union dans l'état de Caroline du Sud, dont la population était de 911 habitants en 2010.

## Démographie
| 1880 | 1890 | 1900 | 1910 | 1920  | 1930  |
| ---- | ---- | ---- | ---- | ----- | ----- |
| 266  | 286  | 508  | 969  | 1 209 | 1 153 |

| 1940  | 1950  | 1960  | 1970  | 1980  | 1990  |
| ----- | ----- | ----- | ----- | ----- | ----- |
| 1 182 | 1 345 | 1 439 | 1 447 | 1 201 | 1 205 |

| 2000 | 2010 | - | - | - | - |
| ---- | ---- | - | - | - | - |
| 982  | 911  | - | - | - | - |